# Carex melanocarpa
Carex melanocarpa là một loài thực vật có hoa trong họ Cói. Loài này được Cham. ex Trautv. mô tả khoa học đầu tiên năm 1856.